# Lazarussamstag

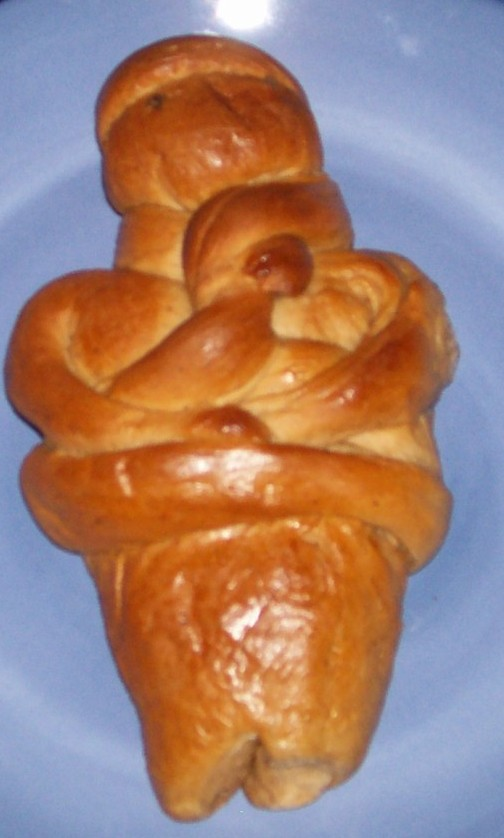
Lazaraki, griechisches Fastengebäck zum Lazarussamstag in Form eines gewickelten Leichnams

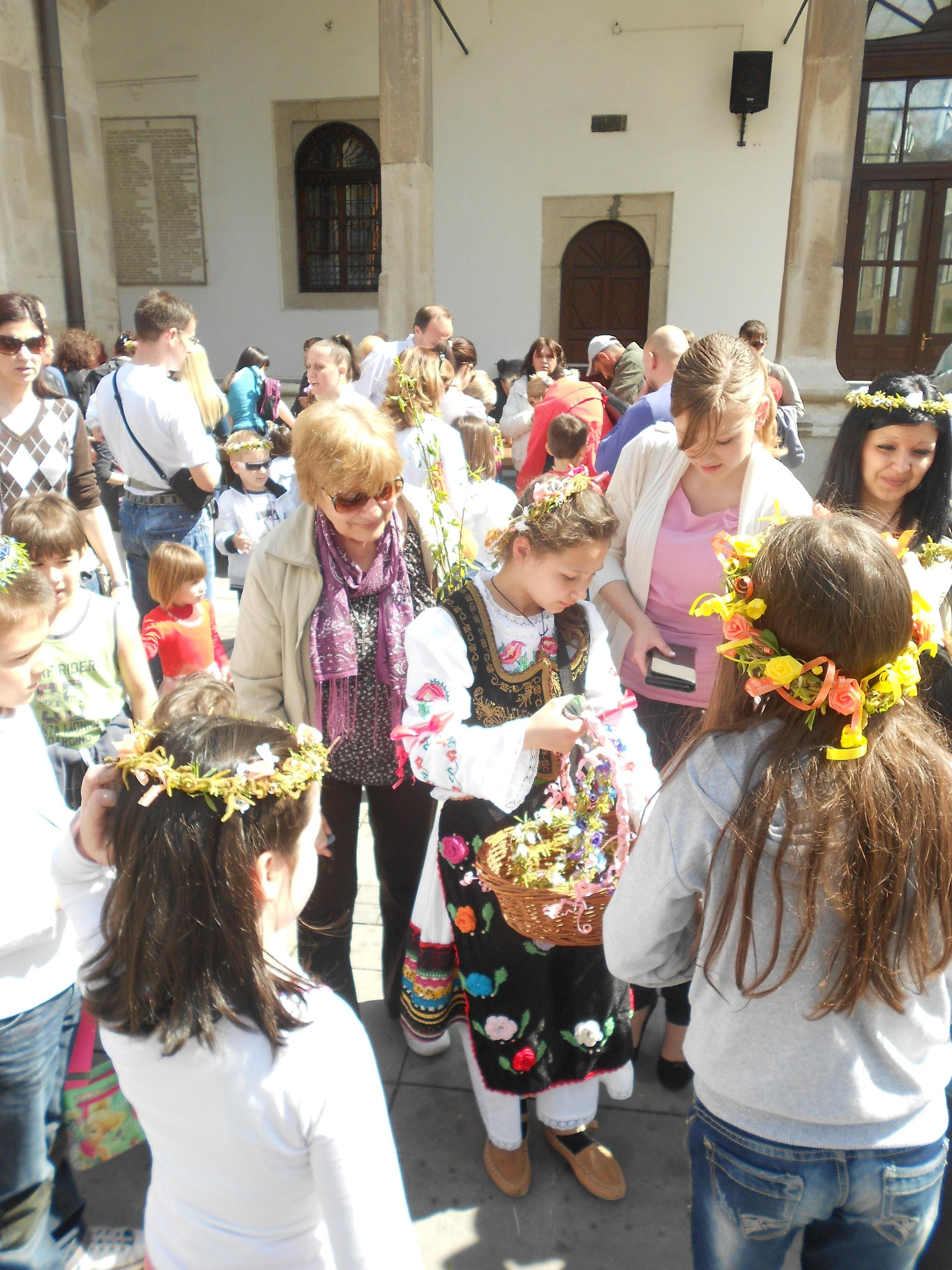
Lazarussamstag 2012 in Niš

Als Lazarussamstag oder Lazarussonnabend wird in den orthodoxen Kirchen der Samstag vor dem Palmsonntag begangen.
Im Johannesevangelium ist die Auferweckung des Lazarus durch Jesus als Vorzeichen von dessen eigener Auferstehung und zugleich als Hauptgrund für seine Kreuzigung verstanden (Joh 11,45–53 ). Darum gab es, ausgehend vom Heiligen Land, am Palmsonntag, dem Beginn der Heiligen Woche, bzw. am Samstag davor ein Lazarus-Gedenken. Am Samstag findet seit dem 4. Jahrhundert eine Lazarus-Prozession von Jerusalem nach Bethanien statt. Dieses vorösterliche Lazarusgedenken hat sich in den orthodoxen Kirchen als Lazarussamstag erhalten.
In Bulgarien heißt der Brauch Lazaruvane. Mädchen führen in Festtagstracht Kreistänze (Choro) auf und singen Lieder, deren gemeinsames Grundmotiv die Bitte um Fruchtbarkeit in der Landwirtschaft ist. Fruchtbarkeits- und Regenbittzeremonien – wie in Bulgarien etwa die rituelle Bestattung einer Puppe namens German – sind auf dem Balkan eine Domäne der Frauen. Der Brauch hat Ähnlichkeiten mit den an Weihnachten umherziehenden männlichen Gesangsgruppen Koledari.